# Sido S-1
Sido S-1 – polski amatorski samolot sportowy z okresu międzywojennego.

## Historia
W 1929 roku student Akademii Górniczej w Krakowie Józef Sido zaprojektował samolot sportowy przeznaczony dla aeroklubów. W 1930 roku samolot ten został zbudowany w warsztatach lotniczych 2 Pułku Lotniczego w Krakowie z przeznaczeniem dla Aeroklubu Krakowskiego. 
Pierwszy gotowy egzemplarz oznaczono jako Sido S-1 został oblatany 28 lipca 1930 r., wyposażony w silnik Cirrus III o mocy 85 KM. Następnie latem 1930 zbudowany został kolejny samolot tego typu oznaczony jako Sido S-2, przy czym wyposażono go w polski silnik WZ-7 o takiej samej mocy. Wiosną 1931 r. w warsztatach 2 Pułku Lotniczego gotowy był trzeci samolotu oznaczono go jako S-3, choć był identyczny z prototypem Sido S-1. 
Przewidywanie rozpoczęcia produkcji seryjnych tych samolotów, lecz ostatecznie dopiero w 1933 r. Centralne Warsztaty Aeroklubów w Lublinie przystąpiły do budowy kolejnych 5 samolotów tego typu, przy czym otrzymały one oznaczenie Sido S-1bis, jednak z powodu likwidacji warsztatów zbudowano tylko 3 samoloty tego typu. Samoloty były nieco zmodyfikowane, dwa otrzymały silniki WZ-7, natomiast trzeci silnik Siemens Sh II.  Rozpoczętych 2 dalszych samolotów nie ukończono.

## Użycie w lotnictwie
Samolot Sido S-1 we wrześniu 1930 r. samolot ten wziął udział w Podhalańskim Zlocie Awionetek w Nowym Targu, zgłoszono go również do udziału w zawodach Challenge 1930, lecz nie wziął w nim udziału z powodu defektu silnika. Od 24 września do 6 października 1930 r. samoloty Sido S-1 i S-2, wzięły udział w III Krajowym Konkursie Awionetek, w którym S-1 zajął 9 miejsce, a S-2 nie ukończył konkursu. Samolot S-3 wziął udział w V Krajowym Lotniczym Konkursie Turystycznym we wrześniu 1933 r., lecz konkursu nie ukończył. Samoloty wyszły z użycia w latach 1933-1934, przez ten okres należały Aeroklubu Krakowskiego. 
Samoloty zbudowane w warsztatach w Lublinie, natomiast były użytkowane w Aeroklubie Warszawskim, gdzie użytkowano je do 1939 roku. Według nie potwierdzonych informacji jeden z tych samolotów został we wrześniu 1939 roku ewakuowany do Rumunii.

## Opis konstrukcji
Samolot Sido S-1 był dwumiejscowy górnopłatem zastrzałowym typu parasol, konstrukcji mieszanej. 
Płat o budowie trapezowej, trójdzielny o konstrukcji drewnianej, kryty sklejką do pierwszego dźwigara, a dalej płótnem. Płaty podparte zastrzałami o układzie V oraz usztywnione linką stalową. Płat wyposażony był w lotki. Kadłub prostokątny wykonany ze spawanych rur stalowych, kryty w dolnej części płótnem a górna zaokrągloną cześć kryta sklejką. Osłona silnika z blachy aluminiowej. Kabiny odkryte. Usterzenie drewniane kryte płótnem. Podwozie klasyczne stałe.
Poszczególne egzemplarze samolot był wyposażony w różne typu silników: 
- S-1– w silnik rzędowy Cirrus III o mocy 85 KM
- S-2 i S-3 – w silnik gwiazdowy Avia WZ-7, o mocy 80 KM
- S-1 bis – w silnik gwiazdowy Siemens Sh-II o mocy 84 KM lub Avia WZ-7 o mocy 80 KM.